# تیتوس ابوتیوس
تیتوس ابوتیوس هلوا (به لاتین: Titus Aebutius Helva) یک سناتور و سردار اوایل دوران جمهوری روم بود که در ۴۹۹ ق.م. به کنسولی رسید و پس از انتصاب آئولوس پستومیوس به دیکتاتوری به‌عنوان ارباب سواران برگزیده شد و با همین سمت در نبرد دریاچه رگیلوس سمت فرماندهی سواره‌نظام را داشت.

## دوران کنسولی (۴۹۹ ق. م)
ابوتیوس در ۴۹۹ ق.م. به‌همراه گایوس وتوسیوس به کنسولی رسید. تیتوس لیویوس در کتاب از پیدایش روم نقل می‌کند که در دوران کنسولی‌اش شهر فیدنا محاصره شد و کروستومریا به تصرف درآمد و پِرَنسته از لیگ لاتین بُریده به روم درپیوست.

## نبرد دریاچه رگیلوس
در ۴۹۹ ق.م. و در دوران کنسولی ابوتیوس و وتوسیوس، پس از آنکه فیدنا محاصره و کروستومریا متصرف شد و پِرَنسته به روم درپیوست، جنگ میان جمهوری روم و لاتینان اجتناب‌ناپذیر شد، چه اکتاویوس مامیلیوس، دیکتاتور توسکولوم، از مدت‌ها قبل دولت‌شهرهای لاتین را برضد جمهوری روم تحریک و تحریض کرده بود و سپاهی مرکب از سی تا از آن دولت‌شهرها را گرد آورده بود. رومیان آئولوس پستومیوس و تیتوس اِبوتیوس را به‌ترتیب دیکتاتور و ارباب سواران کردند و ۲۳ هزار و هفتصد پیاده و یک هزار سوار در چهار لژیون گرد آوردند؛ قوای لاتینان نیز بالغ‌بر ۴۰ هزار پیاده و ۳ هزار سوار بودند. رومیان نیمی از لژیون‌هایشان را در حد فاصل روم و توسکولوم جای دادند (یکی به سرداری دیکتاتور پستومیوس و دیگر به‌سرداری ورگینیوس) تا مراقب تحرکات لاتینان باشند و دو لژیون نیز در روم ماندند ــ یکی به‌سرداری ابوتیوس و دیگر به‌سرداری آئولوس سمپرونیوس.
این نبرد به‌قدری خونبار بود که سردارانِ هردو سپاه به‌تن خویش در نبرد حضور یافتند و کمتر سردار یا مِهتری از هر دو سپاه بود که زخمی نشود، الا دیکتاتور روم. تیتوس ابوتیوس بر اکتاویوس مامیلیوس تاخت و مامیلیوس نیز اسبش را به‌سویش مهمیز زد که در این دوئل بازوی ابوتیوس شکافته شد و مامیلیوس از سینه مجروح شد و افرادشان هریک را به عقب جبهه بردند. ابوتیوس نتوانست جنگش را پی‌گیرد؛ پس از حربگاه خارج شد ولی مامیلیوس به نبرد بازگشت که البته در جریان نبرد به‌دست تیتوس هرمینیوس کشته شد. این نبرد با پیروزی رومیان پایان یافت.

## پس از کنسولی
در ۴۹۳ ق. م، در سال کنسولی پستوموس کومینیوس و اسپوریوس کاسیوس، توده‌ها به نشانهٔ اعتراض به سخت‌گیری دولت و سنا در بدهی‌ستانی و سربازگیری زوری از شهر خروج کردند و در کوه مقدس بست نشستند. دولت و سنا بیمناک شدند که مبادا در این بلاتکلیفیِ شهر یک دشمن خارجی از وضعیت سوءاستفاده کند و بر جمهوری حمله‌ور شود. پس تیمی جهت مذاکره با ایشان و آشتی دادنشان با دولت به کوه مزبور فرستادند که ابوتیوس نیز عضو تیم بود. این مأموریت موفقیت‌آمیز بود و مننیوس آگریپا، سردستهٔ تیم سنا، توانست با مَثَل معروفش (شورش دست‌وپاها و دندان و زبان برضد معده) توده‌ها را قانع به بازگشت به شهر و ترک اعتصاب بکند. در عوض، کلانترهای جدیدی به‌نام تریبون‌های مردم تأسیس شدند تا مدافع منافع توده‌ها در برابر سنا و دولت باشند.

## خانواده
وی پدر لوکیوس ابوتیوس هلوا، کنسول سال ۴۶۳ ق.م. بود.